# Katedra św. Mikołaja w Elblągu

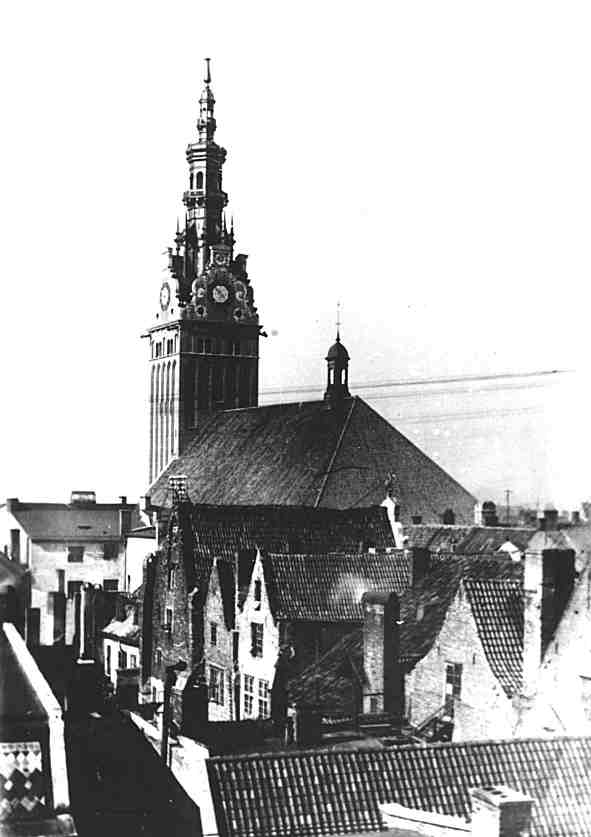
Wieża katedry św. Mikołaja górująca nad dachami Starego Miasta przed 1945 rokiem

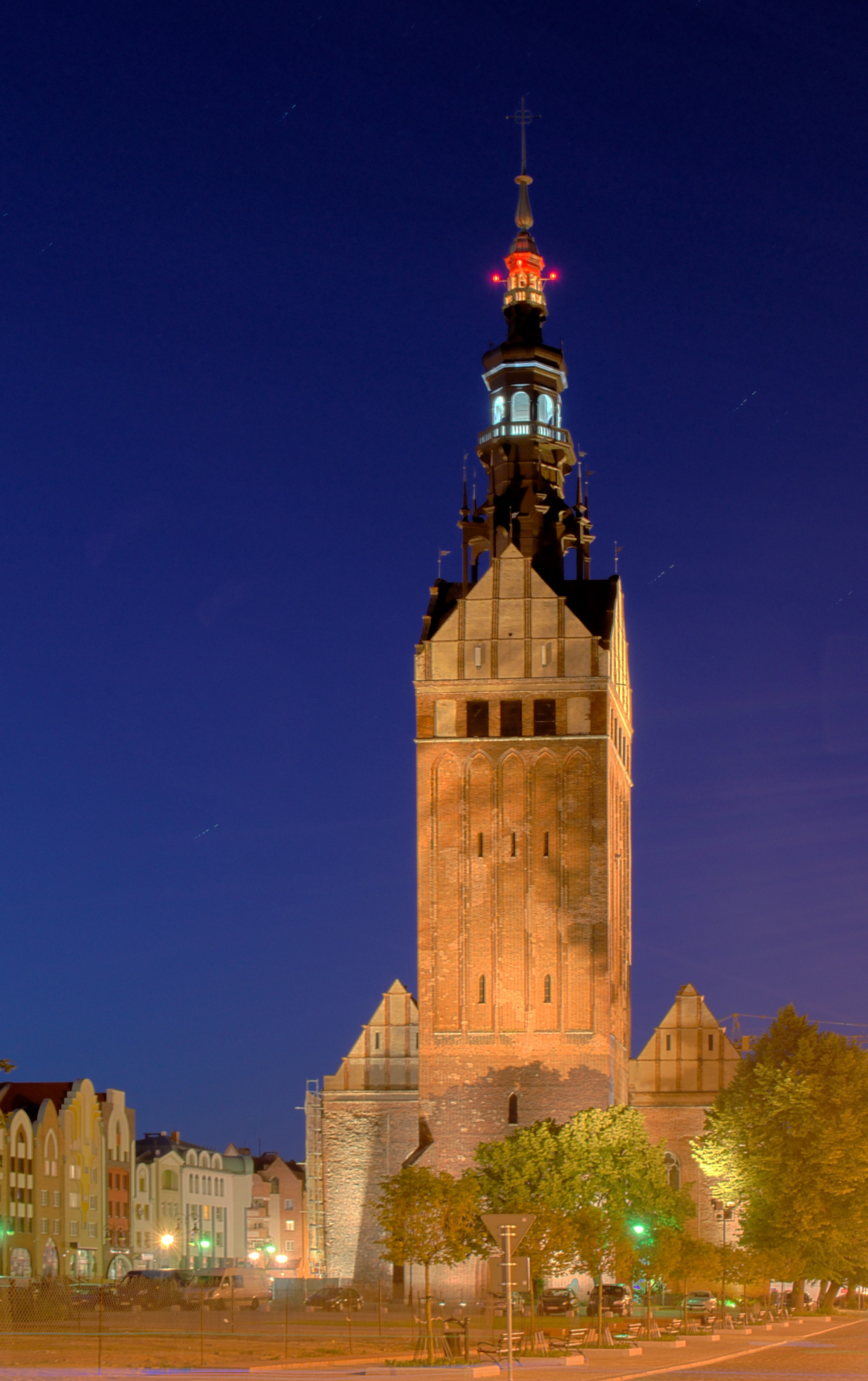
Wieża katedry św. Mikołaja

Katedra św. Mikołaja w Elblągu (niem. St.-Nikolai-Kirche) – kościół w Elblągu, pierwotnie farny, a od 25 marca 1992 katedra diecezji elbląskiej. Siedziba najstarszej w mieście parafii św. Mikołaja.
Jeden z najwyższych obiektów sakralnych w Polsce (wysokość wieży 97 m).

## Historia

### Budowa kościoła i reformacja
Początki kościoła sięgają poł. XIII w., kiedy powstało prostokątne prezbiterium i 5 przęseł korpusu. Przez dwa stulecia kościół był stopniowo rozbudowywany z dwukrotną zmianą programu przestrzennego (pierwotnie bezwieżowa hala po dobudowaniu wieży i podwyższeniu nawy głównej stała się bazyliką, a po podwyższeniu naw bocznych ponownie halą).
W 1573 roku kościół został przejęty przez luteran. W kolejnych latach biskupi warmińscy czynili starania by odzyskać kościół dla katolików, co udało się dopiero na podstawie ugody biskupa Szymona Rudnickiego z radą miasta Elbląga w 1616 roku.

### Pożar kościoła w roku 1777 i dzieje późniejsze
26 kwietnia 1777 nad miastem rozszalała się burza. Jedyne wyładowanie atmosferyczne uderzyło wieżę, która stanęła w płomieniach, a za nią cały kościół. Zdołano wynieść część wyposażenia, lecz nie udało się ugasić ognia, który strawił wieże i dach kościoła. Wkrótce po pożarze zawaliły się sklepienia, niszcząc przy tym ołtarz główny i wiele innych części wyposażenia, które pozostało w kościele.
W trudnej sytuacji finansowej miasto nie mogło odbudować świątyni w jej pierwotnym kształcie. Rozebrano wszystkie trzy wieże, kościół obniżono o ponad 6,5 metra i założono barokowe sklepienia żaglaste. Dach trójkalenicowy zastąpiono dwuspadowym. Próbowano nadać wtedy kościołowi wygląd barokowy, poprzez otynkowanie ścian i filarów oraz przemalowanie białą farbą wszystkich polichromowanych w poprzednim okresie rzeźb. W 1790 został zrekonstruowany ołtarz główny. W kościele stopniowo pojawiało się nowe wyposażenie. W 1850 położono w kościele nową marmurową posadzkę. Materiał był sprowadzony z Belgii, z kopalni w Namur i w Dinant.
Największą inwestycją tamtego okresu było dobudowanie w latach 1906–1907 (w miejscu zniszczonego przez pożar w 1777 trójwieżowego masywu) nowej wieży. Uroczyste położenie kamienia węgielnego odbyło się 24 października 1906. Z wysokością 95 metrów dołączyła ona do najwyższych wież w całych wschodnich Niemczech, a dziś jest najwyższą kościelną wieżą po prawej stronie Wisły. W jej wnętrzu na pierwszym piętrze urządzono bibliotekę parafialną, mieszczącą około 1500 woluminów w tym wiele z okresu średniowiecza. Wyższe piętra zajmował system napędzający zegar oraz 6 brązowych dzwonów.

### I wojna światowa i dwudziestolecie międzywojenne
W czasie I wojny światowej zarekwirowano wszystkie 6 dzwonów i przeznaczono je na przetop na cele wojenne. Nowe zostały wykonane i zawieszone na wieży w 1928.
W 1923 nowym proboszczem kościoła św. Mikołaja został ks. Arthur Kather, który doprowadził do porządkowania i konserwacji wnętrza kościoła. Jego zasługą było umieszczenie w przedsionku kościoła tablicy upamiętniającej poległych parafian w czasie trzech wojen w XIX i XX w.: 1813, 1870–1871 i 1914–1918. W 1915 ks. Kather dokonał remontu i konserwacji obecnej zakrystii pochodzącej z 1402. W tym samym roku rozpoczął przestawianie i konserwację ołtarzy. W czasie tych czynności odkryto cenne gotyckie malowidła z końca XIV w., które również zakonserwowano.
W czasie rządów Adolfa Hitlera w Niemczech ks. Arthur Kather był zagorzałym przeciwnikiem ideologii hitlerowskiej (m.in. odprawiał zakazane nabożeństwa dla mieszkających w Elblągu i okolicach robotników przymusowych), przez co w 1940 został wydalony z Prus Zachodnich na polecenie gauleitera Alberta Forstera.

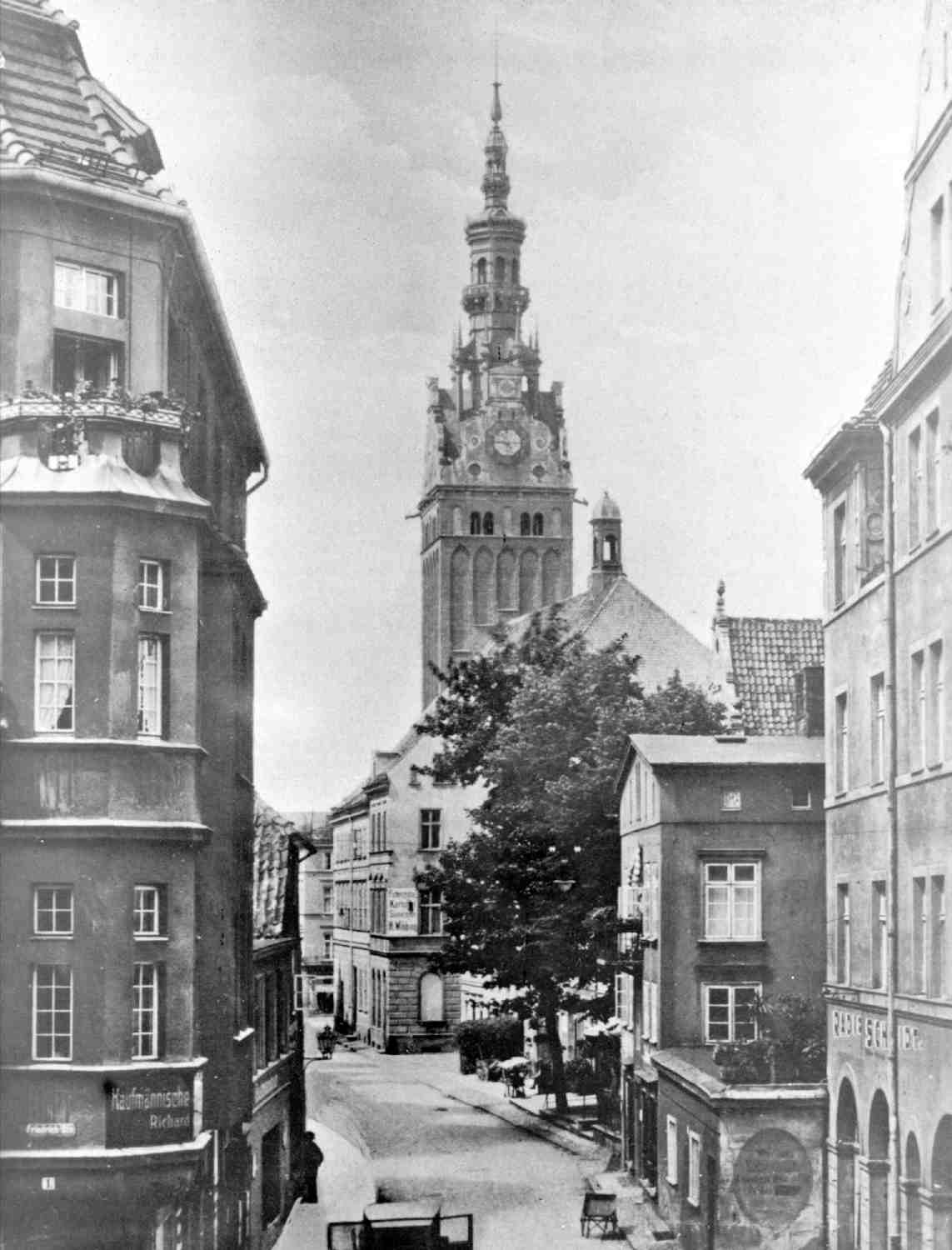
Widok katedry z ulicy Rzeźnickiej

### II wojna światowa i okres powojenny
Podczas zdobywania Elbląga przez Armię Czerwoną (26.01–10.02.1945) katedra została w dniu święta Matki Boskiej Gromnicznej, 2 lutego 1945, doszczętnie wypalona. Pierwszym polskim księdzem, który przyjechał do Elbląga, był ks. Jan Ostrowski, były powstaniec warszawski. W lipcu 1945 r. Ministerstwo Administracji Publicznej skierowało do Elbląga ks. Hilarego Pracz-Praczyńskiego, franciszkanina, który starał się doprowadzić do porządku byłą kaplicę baptystów, gdyż wypalona świątynia nie rokowała nadziei na rychłą odbudowę. 2 kwietnia 1946 r. administrator apostolski diecezji warmińskiej Teodor Bensch skierował do parafii św. Mikołaja ks. Ludwika Białka a ten rozpoczął prace nad szybką odbudową kaplicy.
31 grudnia 1947 przybył nowy proboszcz parafii św. Mikołaja i dziekan w Elblągu, ks. Wacław Hipsz, którego celem była m.in. odbudowa kościoła. 7 maja 1948 ks. Hipsz zorganizował Komitet Odbudowy Zabytkowego Kościoła św. Mikołaja w Elblągu, z zadaniem odbudowy katedry. 25 lipca 1948 rozpoczęto odgruzowywanie świątyni. W kościele ułożono szyny, po których wagonikami wywieziono około 7000 m³ gruzu. Codziennie społecznie pracowało po około 25 osób, pomagali uczniowie szkół podstawowych nr 4 i 6, gimnazjum i Liceum Handlowego. Pracowała również młodzież ze Służby Polsce. Z funduszów państwowych wykonano prace przygotowawcze do szalowania pod płytę betonową, która miała w przyszłości stanowić strop katedry. W 1950 zabetonowano strop i uszczelniono go papą bitumiczną. Ważnym wydarzeniem tego roku było zamontowanie trzech dzwonów z uszkodzonego kościoła św. Anny w Elblągu w wyremontowanej konstrukcji stalowej wieży kościoła św. Mikołaja. Otynkowano również w tym roku 1/3 wnętrza tego kościoła. Prześladowanie duchowieństwa nie pozwoliło na kontynuowanie tych prac. 10 lutego 1952 ks. Hipsz otrzymał nakaz opuszczenia Elbląga w ciągu trzech dni i został przeniesiony do Ostródy. Nowego proboszcza długo nie zatwierdzano.
Następcą księdza Hipsza został ksiądz Gracjan Rudnicki, który nie czuł się w Elblągu dobrze; w maju 1954 parafię objął ks. Gedymin Pilecki. Od razu po jej objęciu rozpoczął gromadzenie funduszy na dalszy etap odbudowy kościoła. Z pisma wystosowanego w dniu 8 listopada 1954 do Ministerstwa Kultury i Sztuki wynika, że pragnął odbudować dach na świątyni, przywrócić dawną sylwetkę szacownego zabytku, co wpłynie dodatkowo na wygląd miasta, a ponadto sprawi, że dotychczasowy wkład finansowy państwa w dzieło odbudowy tego kościoła nie ulegnie zaprzepaszczeniu. W związku z tym ks. Pilecki prosi o przydział materiałów budowlanych na sumę 198 620 ówczesnych złotych. Dzień 17 stycznia 1955 przyniósł niespodziewaną klęskę budowlaną kościoła św. Mikołaja. Szalejąca w tym dniu wichura spowodowała wyrwanie trzech okien kościoła, wytłuczenie wielu szyb w innych oknach i zerwanie dachu nad zakrystiami wyposażonymi w oryginalne gotyckie sklepienia.
Ks. Pilecki w roku 1955 zajmując się odbudową dachu nie zaniedbał żadnej okazji, by przejmować z opuszczonych kościołów ich ruchome wyposażenie. W dniu 23 marca 1954 otrzymał decyzją Wydziału do Spraw Wyznań PWRN w Gdańsku z kościoła mennonickiego w Rozgarcie następujące elementy wyposażenia: wrak organowy, 6 ławek, ambonę i nastawę ołtarzową. W tym samym dniu z kościoła poewangelickiego w Nowem otrzymał zniszczony w 80% wrak organowy, ambonę, nastawę ołtarza, szafę dębową do szat kościelnych oraz wszystkie ławki z tego kościoła. Dalszym terenem działalności ks. Pileckiego były kościoły poewangelickie w Jasnej, Stalewie i Fiszewie. Z Jasnej otrzymał 45 ławek i nastawę ołtarza, ze Stalewa ambonę i również nastawę ołtarza i z Fiszewa ołtarz i ambonę.
W dniu 28 maja 1955 udało się uzyskać dawny główny ołtarz z Kościoła Trzech Króli z Nowego Miasta w Elblągu. W zamian franciszkanie otrzymali ołtarz drewniany św. Józefa.
Uzyskano wiele innych elementów wyposażenia.
W kręgu konserwatorów zabytków pojawiły się opinie głoszące, że wieża kościoła jest zbyt agresywna i należy rozebrać jej stalową konstrukcję. W związku z tym ks. Pilecki doprowadził do powołania komisji fachowców, która orzekła w dniu 29 czerwca 1956, że konstrukcja ta jest unikalna i podlega ochronie, że jest dobrze zachowana i w tym stanie może trwać jeszcze nawet 20 lat. Zdaniem komisji ze wszech stron jest konieczne utrzymanie konstrukcji stalowej hełmu wieżowego w jej obecnym stanie i odtworzenie hełmu zgodnie z wymaganiami konserwatorów zabytków.
Przygotowania do pokrycia kościoła dachem wymagały wymurowania wieńca wokół murów zewnętrznych, co zmusiło ks. Pileckiego do zakupienia 100 000 cegieł w dniu 19 maja 1957. W dniu 8 października tegoż roku wymienił 60 000 cegieł niedawno zakupionych na taką samą liczbę cegieł z rozbieranego właśnie kościoła w Kadynach. Cegły te posłużyły do łatania uszkodzonej wieży kościoła. Za zakończenie odbudowy kościoła można uznać rok 1965.
W latach 1969–1989 zamontowano w kościele witraże.

## Wyposażenie

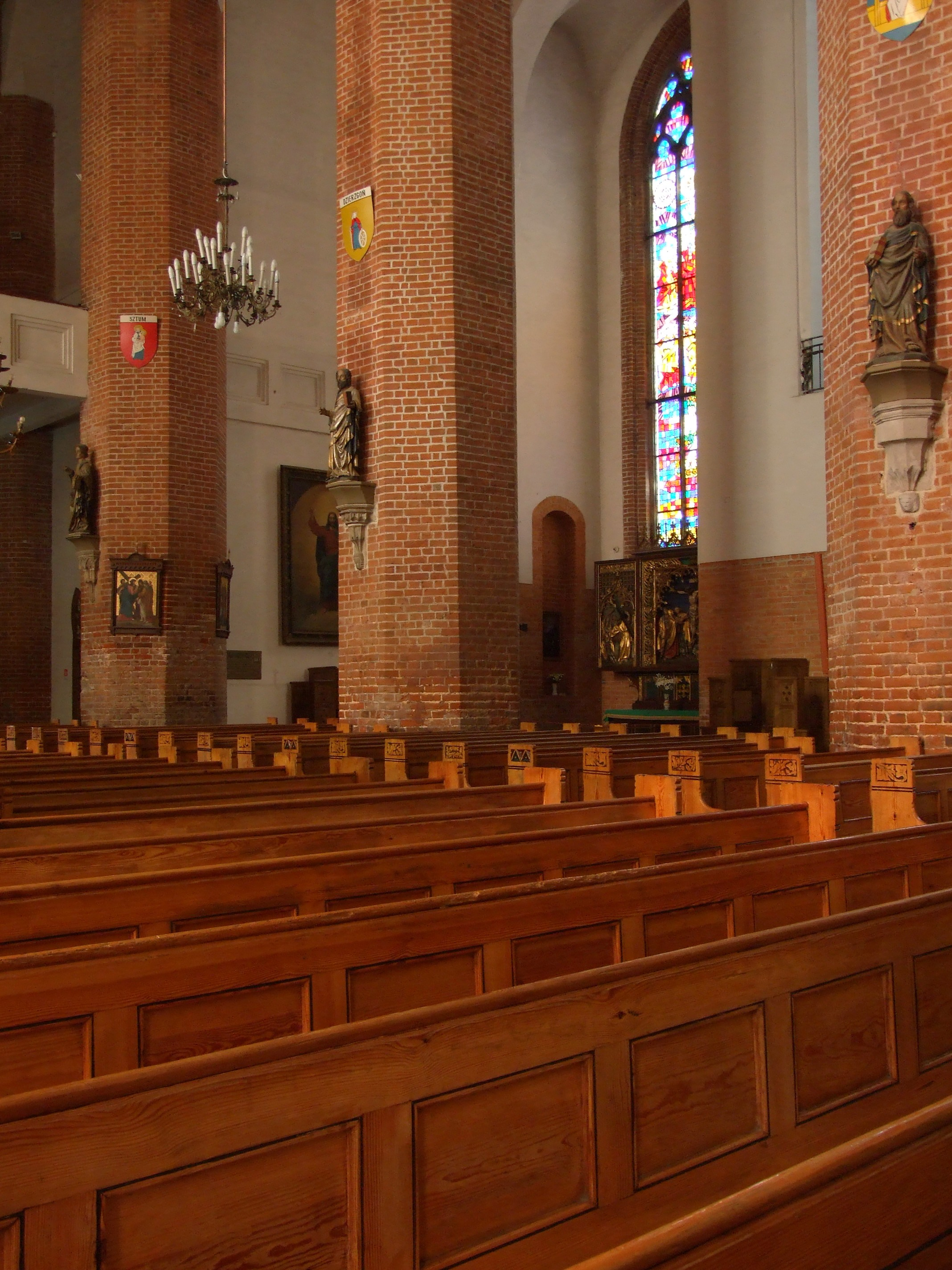
Wnętrze katedry św. Mikołaja

Do najcenniejszych elementów wyposażenia wnętrza należą: gotycka chrzcielnica z brązu z 1387 wykonana przez mistrza Bernhausera, drewniane figury apostołów, wielka gotycka rzeźba św. Mikołaja oraz późnogotyckie ołtarze przeniesione z innych kościołów Elbląga (ołtarze Trzech Króli, słodowników, NMP, flisaków).
W katedrze znajdują się relikwie Krzyża Świętego. Fragment Krzyża podarował cesarz Fryderyk II Hohenstauf wielkiemu mistrzowi zakonu krzyżackiego Hermannowi von Salza w XIII wieku. Relikwie początkowo przechowywano na zamku krzyżackim, a po jego zdobyciu w 1454 roku przeniesiono je do kościoła św. Mikołaja. Relikwiarz z około 1400 roku został uszkodzony w 1945, a odnowiony w 1971 roku. W 2000 roku kościół ogłoszono sanktuarium Krzyża Świętego.
W 1992 roku na budynku katedry pw. św. Mikołaja dokonano inwentaryzacji świdrów ogniowych, naliczono wówczas 1054 znaki. Jest to najprawdopodobniej największa ilość dołków na jednym obiekcie w Polsce.

### Organy

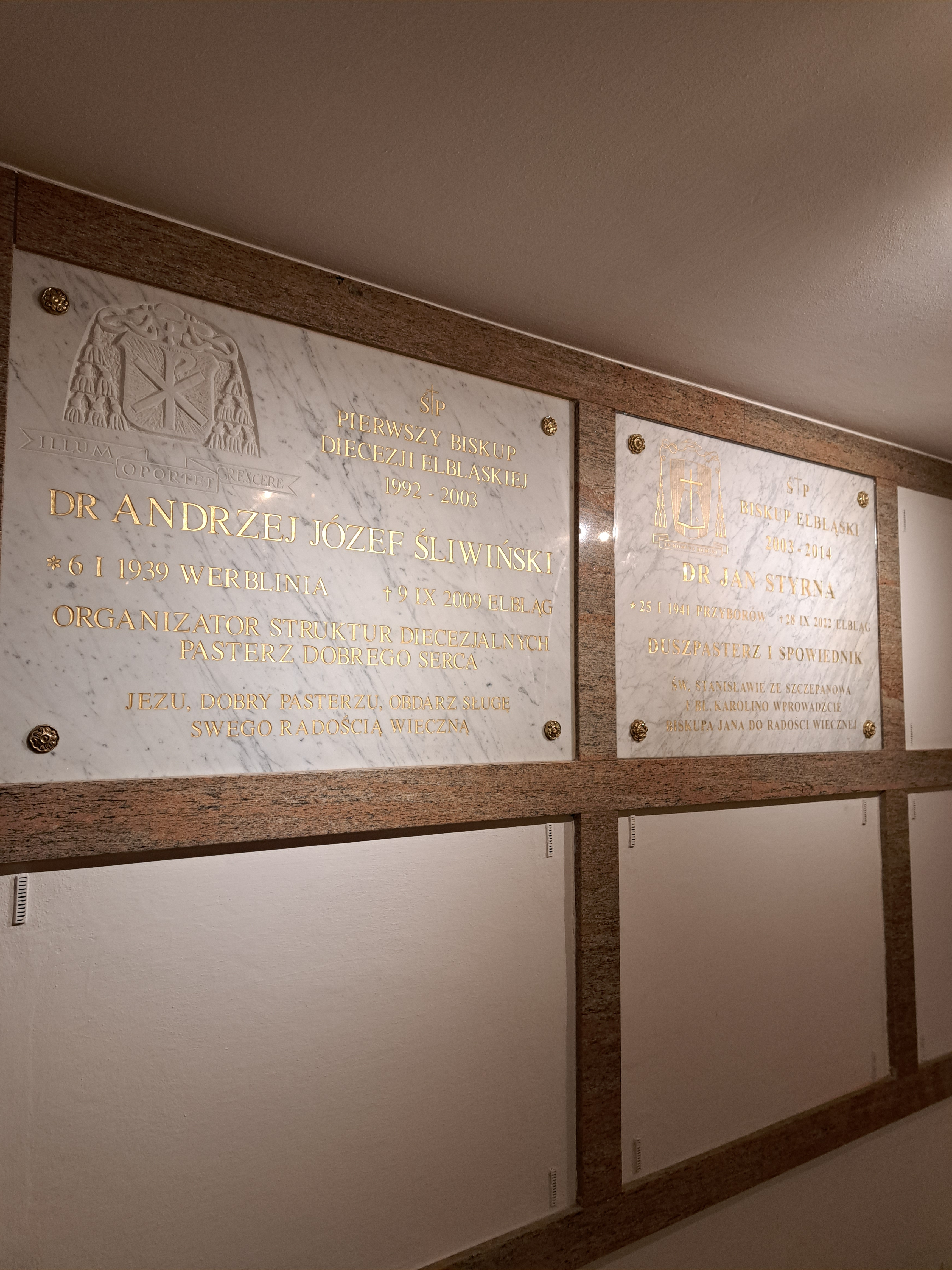
Grób pierwszego biskupa diecezji elbląskiej Andrzeja Śliwińskiego oraz drugiego biskupa elbląskiego Jana Styrny w krypcie pod katedrą

Pierwsze organy kościół otrzymał w 1397. W 1404 były już dwa instrumenty organowe w staromiejskiej świątyni. Następna wzmianka o nich pochodzi z roku 1453. Organista otrzymał wynagrodzenie za grę na dwu instrumentach – dużym i małym. Przez kilkaset lat organy były przebudowane i zapewne były chlubą głównego kościoła staromiejskiego.
Wiadomo, że w 1777 spłonęły w pożarze kościoła. Po katastrofie zbudowano mały prowizoryczny instrument. W 1803 ówczesny proboszcz kościoła św. Mikołaja – Valentinus Ganswindt pragnąc zbudować nowe organy, sprzedał wiele cennych części wyposażenia kościoła ukrytych w skarbcu. Prawdopodobnie do budowy nowych organów nie doszło. Dopiero następny proboszcz Andreas Rehaag począł starania o nowsze i lepsze organy. Pierwotnie próbowano nabyć organy z rozbieranego właśnie kościoła pojezuickiego w Braniewie, lecz odstąpiono od tej koncepcji zamawiając w Gdańsku u Arendta nowy, 35-głosowy instrument. Prace nad budową trwały od 1818 do 1821. Finansowała je kasa kościelna, lecz i społeczność całego miasta Elbląga, która w formie zbiórki uzbierała 993 talary. Protestancki kupiec Gottfried Schiplick ofiarował na ten cel ogromną sumę 2000 talarów. Dzięki temu proboszcz Rehaag mógł w dniu 21 października 1821 uroczyście poświęcić nowe organy.
W 1926 firma organmistrzowska Brunona Göbla z Królewca zbudowała nowy instrument na miejscu starszego. Organy wyposażono w 53 głosy, trzy manuały i pedał.
Organy te zostały zniszczone podczas pożaru katedry 2 lutego 1945. W 1955 ks. Gedymin Pilecki zlecił firmie Zygmunta Pietrzaka z Włocławka rekonstrukcję organów, których szczątki otrzymał z kościoła w Nowem. W listopadzie 1955 komisja rzeczoznawców uznała, że organy zostały wykonane zgodnie z zaleceniami. Instrument posiada trakturę pneumatyczną, jeden miech, dwa manuały i pedał i 26 głosów. Skala manuałów: C-f3. Skala pedału: C-d1. W 2011 dokonano remontu i rozbudowy.
W latach 1979–1987 organistą katedry św. Mikołaja był Henryk Gwardak.

### Dzwony
W wieży katedralnej znajdują się trzy dzwony, odlane w Bochum w 1929 roku. Dawniej znajdowały się one na wieży nieistniejącego już kościoła św. Anny w Elblągu. Na wieżę katedry trafiły w roku 1950.
Największy dzwon ważący 2 tony, brzmiący w tonacji c', posiada inskrypcje: „SEID FRÖHLICH IN HOFFNUNG” („Weselcie się nadzieją!”), zaś z drugiej strony płaszcza: „GEGOSSEN FÜR DIE IM WELTKRIEGE 1914-1918 ABGELIEFERTE BRONZENGLOCKEN.” („Odlano za oddane dzwony z brązu w wojnie światowej 1914–1918“).
Średni dzwon ważący 1350 kg, brzmiący w dźwięku dis', posiada inskrypcje: „GEDULDIG IN TRÜBSAL” („W ucisku bądźcie cierpliwi”).
Mały dzwon ważący 950 kg, mający ton f', posiada inskrypcje: „HALTET AN AM GEBET” („W modlitwie – wytrwali!”), z drugiej strony: „Der evangelischen St. Annen Pfarrgemeinde in Elbing zum Dienst geweiht”. („Poświęcone w służbie ewangelickiej gminie parafialnej św. Anny w Elblągu”).